# Rolf Blomquist
Rolf Charles Blomquist, egentligen Blomqvist, född 7 december 1925 i S:t Görans församling, Stockholm, är en svensk kompositör, musikarrangör och musiker (tenorsaxofon).

## Biografi
Rolf Blomquist var yngre bror till Curt Blomqvist (1916–2002), även han jazzmusiker. Han började musikerkarriären i Vårat gäng, och spelade senare med det så kallade ”Nalenbandet” under Arne Domnérus. I början av 1950-talet bildade han Rolf Blomquist Quintet tillsammans med Rolf Ericson (trumpet), Charlie Norman (piano), Gunnar Almstedt (kontrabas) och Anders Burman (trummor).

## Diskografi (urval)
- Rolf Blomquist and his band featuring Åke Persson, Jumping with Queen Anne (EP, Metronome, 1955)
- Bengt-Arne Wallin med Rolf Blomquists orkester, Isn't It Romantic (EP, Musica/Telefunken, 1955)
- Bengt-Arne Wallin med Rolf Blomquists orkester, Twilight Time (EP, Musica/Telefunken, 1955)

### Medverkande
- Jazz from Sweden 5: Jam Session nr 3 (EP, Philips, 1956)
- Jazz from Sweden 6: Jam Session nr 4 (EP, Philips, 1956)
- Monica Zetterlund, Swedish Sensation (LP, Columbia, 1958)
- Arne Domnérus and his orchestra, Arne Domnérus (LP, Metronome, 1961)
- Bengt-Arne Wallin, Old Folklore In Swedish Modern (LP, Dux, 1962)

## Filmografi
- 1949 – Stora Hoparegränd och himmelriket – altsaxofonist
- 1952 – Arne Domnérus spelar – medlem i Arne Domnérus orkester
- 1955 – Danssalongen – tenorsaxofonist